# Florin Popescu
Florin Popescu (n. 30 august 1974, Iancu Jianu, România) este un canoist român, laureat cu aur și cu bronz la Sydney 2000.
A obținut 36 de medalii (15 aur, 16 argint, 5 bronz) la Jocurile Olimpice, Campionatele Mondiale și Campionatele Europene.